# Ardrossan (Australie)
Pour les articles homonymes, voir Ardrossan.
Ardrossan (1 122 habitants) est une ville sur la côte est de la péninsule de Yorke à 150 km d'Adélaïde en Australie-Méridionale.
L'économie de la ville repose sur l'exportation de la dolomite extraite à proximité dans une mine à ciel ouvert, de la culture des céréales et du tourisme.